# Còdex Azoyú

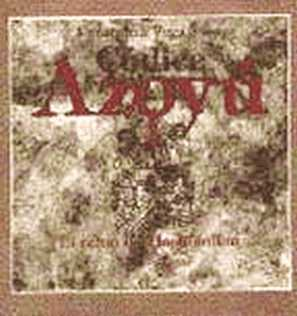
Fotografia d'un llibre sobre el Còdex Azoyú

El Còdex Azoyú (o Còdex Rodríguez Ortega) és un còdex sobre paper amate del segle xvi. Conté un registre historicocalendàric tributari del Regne de Tlalchinolan de Tlapa, Guerrero, en els segles XIV-XVI. Fa referència als fets històrics ocorreguts a l'àrea coneguda com La Muntanya de Guerrero, situada a la part oriental de l'actual estat de Guerrero, que ha estat habitada per diferents grups ètnics com ara: mixteques, nahues i me'phaa.
Les imatges recorden la tradició pictòrica nahua. Sembla que foren un o més tlacuils locals els qui hi van plasmar la història de la regió, ja que, per la seua estructura, només algú que conegués de primera mà els esdeveniments i particularitats de l'àrea podria crear aquesta representació. Malgrat compartir similituds quant a l'estil i les convencions pictogràfiques, és en les representacions dels governants on es revelen les diferències entre tots dos documents. Per això, se suggereix que els qui van realitzar el Còdex Azoyú 1 eren tlapaneques, i els autors del segon manuscrit nahues.

## Contingut
En el Còdex Azoyú 1, es pot observar la fundació del Regne de Tlapan-Tlachinollan al 1300 i la seua expansió fins a començament del segle xv, mentre que, al Còdex Azoyú 2, es troben registres del 1564.

### ElCòdex Azoyú 1
Consta de 38 fulls dividits temàticament en tres parts, i narra la successió de governants, genealogies i conquestes del Regne de Tlachinollan-Caltitlan entre els anys 1300 i 1564. També presenta figures i escenes que al·ludeixen a rituals amerindis.

#### Part I
Situada en la secció de l'anvers, s'hi inclou un registre calendàric amb representacions d'escenes i personatges. Les seues 38 làmines mostren una estructura semblant entre si: a l'esquadra superior dreta, hi ha set quadrets amb glifs calendàrics d'estil nahua. En cada quadret es registra un any, per tant en cada full hi ha set anys, la qual cosa en dona com a resultat un registre de 266. L'altra part de la làmina presenta personatges amb noms, governants, guerrers, dones, invasors espanyols, sacrificis i topònims.

##### Part II
Se situa a l'extrem dret del revers del còdex; es compon de sis làmines amb glifs de llocs, personatges semblants als de la part I i representacions d'esdeveniments tardans. També mostra genealogies, personatges amb el seu antropònim units a altres per línies; alguns d'ells apareixen amb objectes a les mans; i alguns tenen noms en espanyol.

##### Part III
Es troba al cantó esquerre del revers del paravent. Té un estil més tardà comparat amb les parts I i II, i mostra alguns glifs de lloc, mollons i fites.

### Còdex Azoyú 2
És un document paral·lel a l'Azoyú 1, perquè el Còdex Azoyú 2 en narra la part nahua. Consta de 15 folis; la secció inicial, però, està incompleta i n'hi ha un que manca entre les làmines 9 i 12. Està dividit en períodes de vuit anys, i relata la història dels governants de Tlapa-Tlachinollan, des del 1429 fins al 1564. Registra els béns tributats pels pobles del senyoriu de Tlachinollan.

#### Secció I
Aquesta secció, de manera semblant a la de l'Azoyú 1, conté dades calendàriques i històriques, amb diferències en la grandària dels folis i les cronologies.

##### Secció II
Es troba a la banda del revers del paravent, i documenta el tribut que l'àrea de Tlapa-Tlachinollan pagà als mexiques durant 12 anys. En cada làmina es mostren quadrants amb les quantitats de tribut, en mantes de cotó, plaques, i pols d'or.